# Georg Wilhelm von Lüdemann

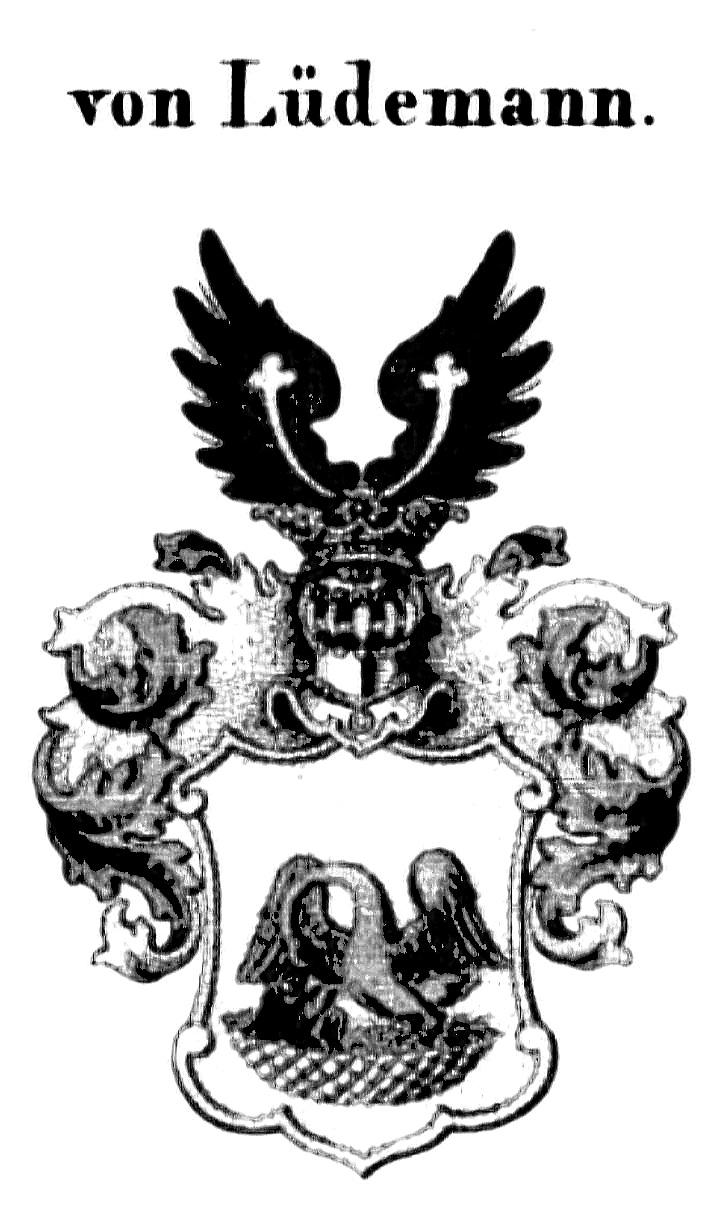
Familienwappen derer von Lüdemann (1798 dem Vater bei Nobilitierung verliehen)

Georg Wilhelm von Lüdemann (Pseudonyme: Ernst Scherzlieb; Justus Ironimus Kosmopolita; * 15. Mai 1796 in Küstrin; † 11. April 1863 in Liegnitz) war ein deutscher Verwaltungsbeamter und Polizeidirektor sowie Reiseschriftsteller.

## Familie
Lüdemann war ein Sohn des am 6. Juli 1798 bei der Huldigung zu Breslau von König Friedrich Wilhelm III. von Preußen in den Adelsstand erhobenen Kammerdirektors, damaligen Kriegs- und Domänenrats zu Küstrin Friedrich Wilhelm Lüdemann. Sein Bruder Heinrich von Lüdemann war um 1843 Bürgermeister von Bochum.
Ob der 1844 bei der Militäraushebung nicht erschienene wehrdienstpflichtige Wilhelm Carl August von Lüdemann, geboren zu Düsseldorf den 27. Mai 1822, der deswegen 1845 polizeilich gesucht sowie bei fortgesetztem Ausbleibens zur Dienstmeldung die beschlossene Konfiszierung des Vermögens amtlich bekanntgegeben wurde, ein Sohn oder Neffe war, ist nicht nachvollziehbar. 1857 wurde in Münster der Unteroffizier a. D. von Lüdemann im März als interimistischer Kasernen-Inspektor angestellt und im Oktober zum Kasernen-Inspektor ernannt. 1865 wurde Kasernen-Inspektor von Lüdemann von Münster nach Torgau versetzt. 1867 wurde er von dort nach Oldesloe versetzt, wo er 1870 vom Kasernen-Inspektor zum Garnison-Verwaltungs-Inspektor ernannt wurde.
Eine Verwandtschaft zu der 1785 in Köslin geborenen Johanne Karoline Wilhelmine Lüdemann († 1827 in Saarlouis), ab 1810 Ehefrau des Generalmajors Wilhelm von der Osten-Sacken (1769–1846) und Mutter des Generalleutnants Leo von der Osten-Sacken (1811–1895) ist wahrscheinlich, da Lüdemanns 1798 nobilitierter Vater aus Köslin stammte. Gleiches gilt für Friederike Dorothea Lüdemann (* Köslin 7. September 1767; † Berlin 24. September 1840), ab 1787 zweite Ehefrau des nachmaligen Generalleutnants Wilhelm von Zastrow (1752–1830).

## Leben und Wirken
Nach seinem Abitur studierte von Lüdemann Rechtswissenschaften und nahm zwischenzeitlich in den Jahren 1813/14 an den Befreiungskriegen gegen Napoléon teil. Anschließend erhielt er 1816 eine Anstellung als Referendar in Berlin, musste jedoch wenige Jahre später aus gesundheitlichen Gründen seine Lebens- und Berufsplanung  neu gestalten. Auf Anraten seines Arztes unternahm er ab 1820 ausgedehnte Reisen vor allem in südliche Länder wie Italien, Griechenland und die Türkei. Auf diesen Reisen verfasste er eine Reihe von Reiseschilderungen sowie eigene Novellen und Übersetzungen vor allem italienischer Literatur, die er überwiegend unter einen seiner beiden oben genannten Pseudonyme herausgab.
Nach diesen Auslandsreisen lebte von Lüdemann ab 1824 für je ein Jahr im Rheinland, in Breslau und in Dresden, wo er weitere Reiseberichte herausgab, bevor er sich anschließend zunächst auf seinem Gut Cyrusberg bei Freistadt in Schlesien, dem heutigen Karviná, niederließ. So ganz hatte er in all den Jahren seine Beamtenlaufbahn aber nicht aufgegeben und er folgte im Jahr 1835 einem Ruf aus Aachen und übernahm das Amt des Landrates und des Polizeidirektors des Stadtkreises Aachen. Bis 1843 übte er dieses Amt aus und war anschließend noch einige Jahre als Geheimer Oberregierungsrat in Berlin und zuletzt in Liegnitz tätig. Dort verstarb von Lüdemann 1863 nach einem tragischen Unfall, indem er im dortigen Mühlgraben ertrank.

## Wappen
In der Blasonierung von 1857 des dem Vater 1798 bei der Nobilitierung verliehenen adeligen Familienwappens steht geschrieben: „Im goldenen Schilde ein in seinem frei schwebenden Neste stehender, der rechten Seite zugekehrter, blauer Pelican, welcher seine drei Jungen nährt. Auf dem Schilde steht ein gekrönter Helm, welcher einen offenen, mit goldenen Kleestengeln belegten, schwarzen Adlersflug trägt. Die Helmdecken sind blau und golden“.
Eine Verwandtschaft zu der aus der Mark Brandenburg stammenden, erst 1891 in den preußischen Adelsstand erhobenen Familie von Lüdemann anderen Wappens ist nicht bekannt.

## Schriften (Auswahl)
- Les Pyrénées romantiques, Monhélios, Gurmençon, 1822
- Vittorio Alfieri’s Trauerspiele, aus dem Italienischen übersetzt, Schumann, Zwickau, 1824–1826
- Züge durch die Hochgebirge und Thäler der Pyrenäen, zwei Teile, Anton Strauß, Wien, 1826
- Andruzzos der Livadier, Klein, Leipzig, zwei Bände, 1827
- Neapel wie es ist, Hilscher, Dresden, 1827
- Venedig wie es war und wie es ist, Hilscher, Dresden 1828
- Geschichte der Kupferstechkunst und der damit verwandten Künste Holzschneide- und Steindruck-Kunst, Hilscher, Dresden 1828
- Die Foscari : ein historisch-romantisches Gemälde aus dem 15. Jh., Focke, Leipzig, zwei Bände, 1828
- Afronius Fatagel, der Freiheitsritter, Flemming, Glogau, 1828
- Töplitz wie es ist oder die beiden Grafen, Hilscher, Dresden 1829
- Vittoria Iturbide : historisch-romantisches Gemälde des mexikanischen Freiheitskrieges, Schumann, Zwickau, Drei Bände, 1830
- Dresden wie es ist, Schumann, Zwickau, 1830
- Der Mystiker oder die Schuld, Lustspiel, 1833